# 최재원 (축구 선수)
최재원(1990년 3월 12일 ~ )는 대한민국의 축구 선수로, 포지션은 수비수이다.